# Brandonnet
Brandonnet é uma comuna francesa na região administrativa de Occitânia, no departamento de Aveyron. Estende-se por uma área de 12,22 km². Em 2010 a comuna tinha 318 habitantes (densidade: 26 hab./km²).